# Josef Bierbichler

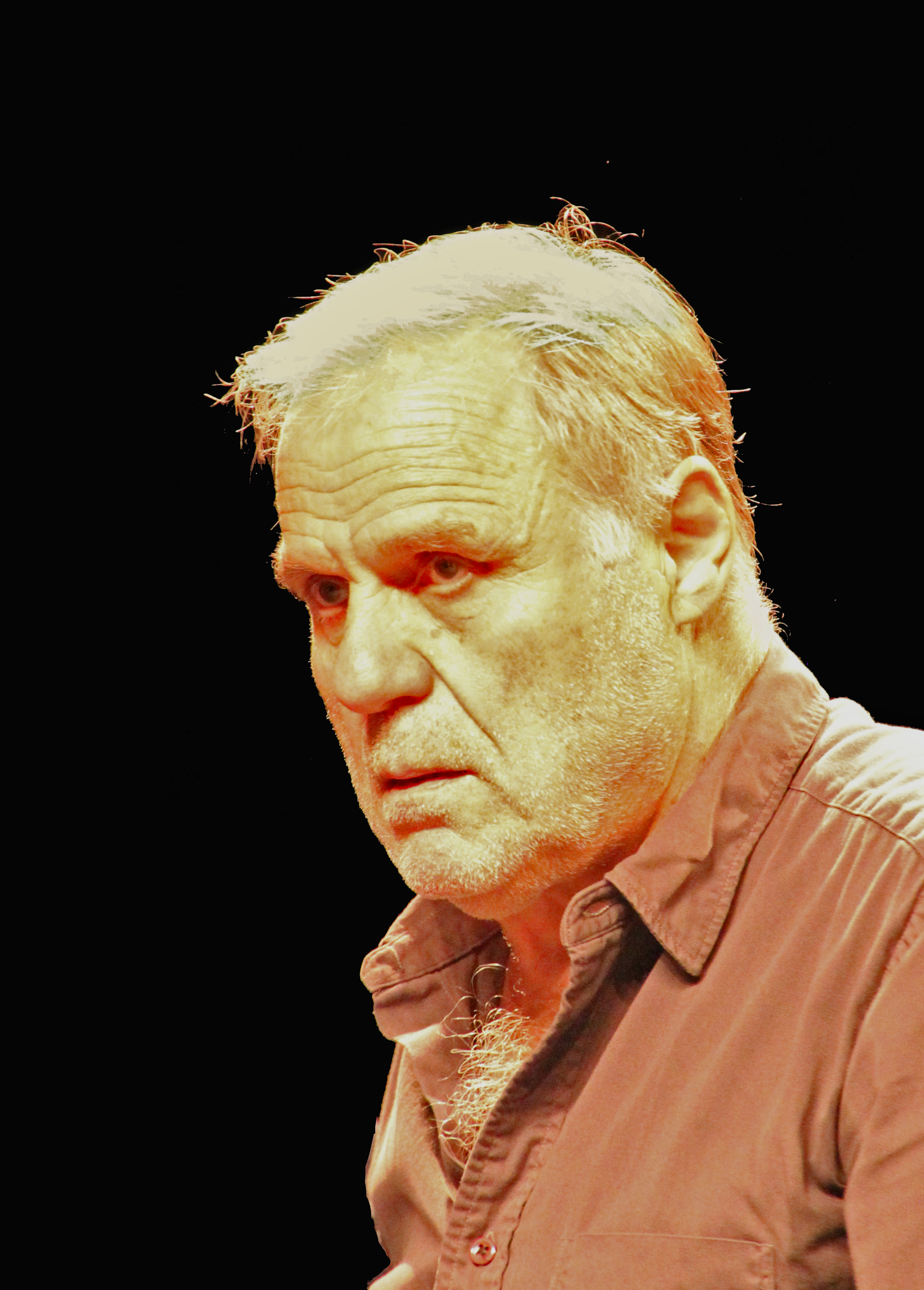
Josef Bierbichler (2018)

Josef „Sepp“ Bierbichler (* 26. April 1948 in Ambach) ist ein deutscher Schauspieler und Schriftsteller.

## Leben
Josef Bierbichler stammt aus einer Landwirts- und Gastwirtsfamilie aus Ambach am Starnberger See. Bereits als Kleinkind besuchte er eine Theaterschule im Nachbarort Holzhausen. Nach seiner Zeit in der Volksschule und einem zehnjährigen Internatsaufenthalt u. a. im Internat Knabenrealschule Heilig Kreuz der Herz-Jesu-Missionare in Donauwörth absolvierte er die Hotelfachschule.
Sein erstes Engagement als Schauspieler hatte Bierbichler in Holzhausen am Starnberger See. Dort entdeckten ihn Pamela Wedekind und Rudolf Noelte, die ihn an das Münchner Residenztheater holten. Den Dreijahresvertrag beendete er nach der Hälfte der Zeit. Einen großen Publikumserfolg konnte er mit dem Stück Der Brandner Kaspar und das ewig’ Leben feiern, das 1975 auch für das Fernsehen inszeniert wurde und in dem er den Jäger Simmerl spielt. 1976 lernte Josef Bierbichler den Dramatiker und Regisseur Herbert Achternbusch kennen, mit dem er eine Wohngemeinschaft in Ambach gründete. Zusammen mit seiner Schwester Annamirl Bierbichler war er Darsteller in einigen Filmen Achternbuschs. 1980/81 ging er ans Mitbestimmungstheater am Schauspiel Frankfurt.
Bierbichler machte sein Kinodebüt 1976 als Hauptdarsteller von Werner Herzogs Film Herz aus Glas und etablierte sich anschließend auch als gefragter Film- und Fernsehschauspieler. Neben Herzog und Achternbusch arbeitete er mit weiteren bekannten Regisseuren, darunter Michael Haneke, Tom Tykwer, Doris Dörrie und Caroline Link. In der Verfilmung von sechs Geschichten aus Ferdinand von Schirachs Erzählband Verbrechen für das ZDF spielte Bierbichler die Hauptrolle des Anwalts Friedrich Leonhardt. 2012 sprach er den Joe Hynes im Hörspiel Ulysses nach James Joyce, das mit einer Laufzeit von mehr als 22 Stunden das bislang längste Hörspiel des Südwestrundfunks und eine der aufwändigsten Hörspielproduktionen der ARD ist.
Bierbichler spricht in allen seinen Rollen stets mit der sprachlichen Färbung seines bayerischen Heimatdialekts. Er verfasst Kolumnen für die Zeitschrift Theater der Zeit.

## Filmografie (Auswahl)
- 1976: Herz aus Glas
- 1976: Die Atlantikschwimmer – Regie: Herbert Achternbusch
- 1977: Bierkampf
- 1977: Servus Bayern – Regie: Herbert Achternbusch
- 1977: Tatort – Schüsse in der Schonzeit (TV-Reihe)
- 1979: Woyzeck
- 1981: Mein Freund der Scheich (TV-Film) – Regie: Rainer Erler
- 1981: Der Neger Erwin – Regie: Herbert Achternbusch
- 1982: Das Gespenst
- 1983: Mitten ins Herz (TV-Film) – Regie: Doris Dörrie
- 1986: Heilt Hitler – Regie: Herbert Achternbusch
- 1987: Triumph der Gerechten [auch Regie]
- 1988: Wohin? – Regie: Herbert Achternbusch
- 1991: Wildfeuer
- 1993: Die tödliche Maria
- 1995: Dicke Freunde (TV-Film) – Regie: Horst Königstein
- 1997: Picasso in München
- 1997: Winterschläfer
- 1997: Freier Fall
- 1998: Neue Freiheit – keine Jobs / Schönes München – Stillstand
- 1998: Hot Dogs – Regie: Andreas Lechner
- 2000: Code: unbekannt
- 2000: Abschied. Brechts letzter Sommer
- 2001: Heidi
- 2001: Ein Dorf sucht seinen Mörder
- 2003: Polterabend
- 2003: Das Konto
- 2004: Hierankl
- 2004: Außer Kontrolle
- 2006: Winterreise
- 2007: Bierbichler (Dokumentation von Regina Schilling)
- 2008: Im Winter ein Jahr
- 2008: Der Architekt
- 2009: Der Knochenmann
- 2009: Deutschland 09 (Episodenfilm)
- 2009: Das weiße Band – Eine deutsche Kindergeschichte
- 2011: Brand
- 2013: Exit Marrakech
- 2013: Verbrechen nach Ferdinand von Schirach
- 2014: Landauer – Der Präsident
- 2015: Schau mich nicht so an
- 2018: Zwei Herren im Anzug [auch Regie]
- 2020: Die Getriebenen
- 2021: Töchter – Regie: Nana Neul
- 2022: Strafe – Subotnik (Fernsehreihe)

Darüber hinaus wirkte Bierbichler in zahlreichen anderen Fernsehproduktionen und Theaterinszenierungen mit.

## Werke (Auswahl)

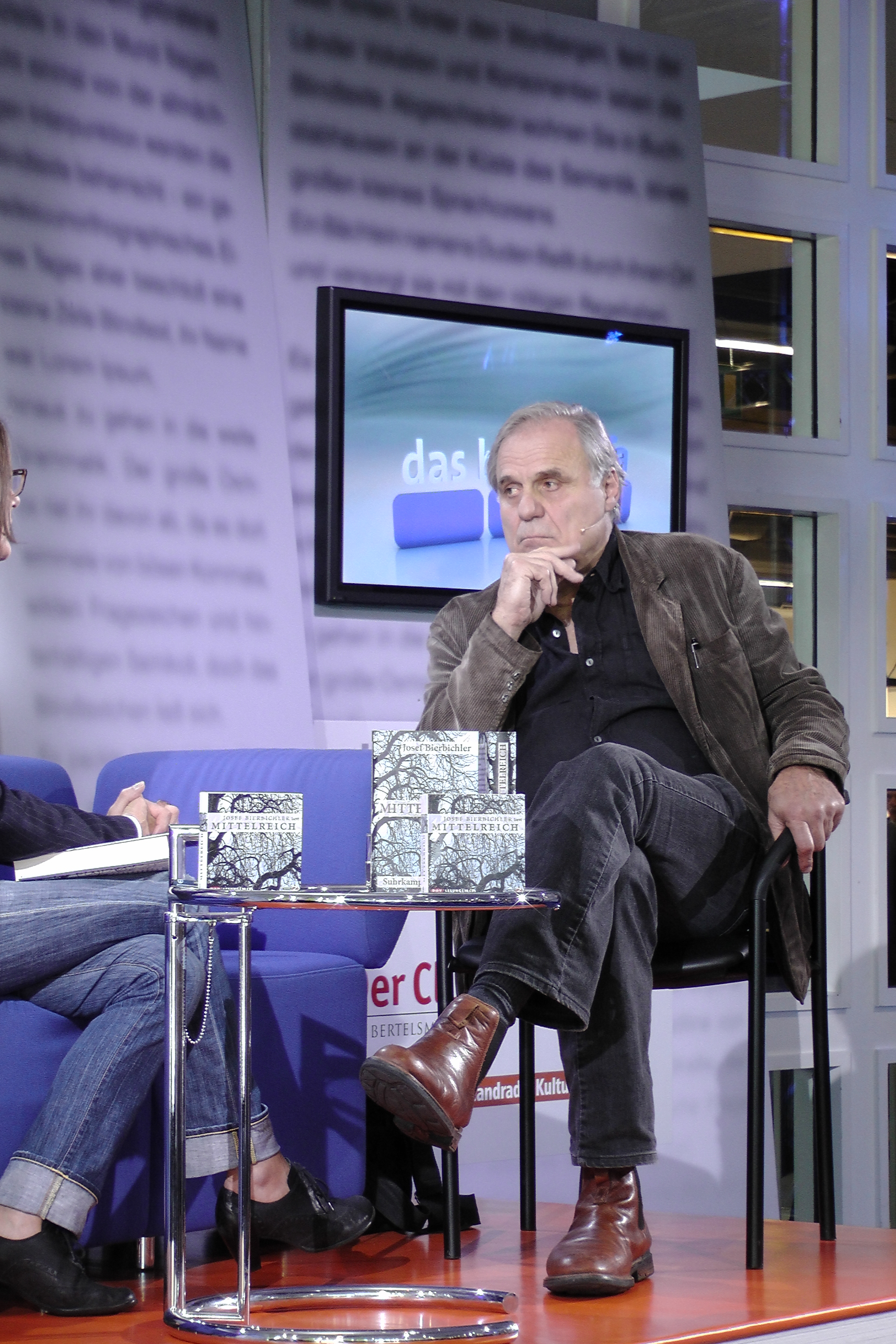
Josef Bierbichler bei der Präsentation seines Buches Mittelreich auf dem Blauen Sofa (Club Bertelsmann, 2011)

- Verfluchtes Fleisch. Verlag der Autoren, Frankfurt 2001, ISBN 3-88661-240-6.
- Mittelreich. Roman. Suhrkamp, Berlin 2011, ISBN 978-3-518-42268-7.[5]

## Hörspiele
- 1977: Der zerbrochene Krug von Heinrich von Kleist. Bayerische Fassung von Leopold Ahlsen. Rolle: Rupert. Regie: Wolf Euba. Bayerischer Rundfunk.
- 1999: Flametti oder Vom Dandysmus der Armen von Hugo Ball. Rolle: Max Flametti. Regie: Klaus Buhlert. BR Hörspiel und Medienkunst.
- 2001: Gilgamesch von Raoul Schrott. Rolle: Enkidu. Regie: Klaus Buhlert. BR Hörspiel und Medienkunst.
- 2003: Unser Oskar – Eine Sprachoper für Oskar Maria Graf von Andreas Ammer. Rolle: Oskar. Regie: Sebastian Hess/Andreas Ammer. BR Hörspiel und Medienkunst.
- 2004: Heimspiel – Sprachoper für Karl Valentin und ein Fußballstadion von Andreas Ammer. Rolle: Karl Valentin. Regie: Sebastian Hess. BR Hörspiel und Medienkunst.
- 2004: Der Mann ohne Eigenschaften. Remix von Robert Musil. Hörspiel in 20 Teilen. Rolle: Moosbrugger. Regie: Klaus Buhlert. BR Hörspiel und Medienkunst. Als Podcast/Download im BR Hörspiel Pool.[6]

## Hörbücher
- Josef Bierbichler liest Mittelreich: ungekürzte Autorenlesung. Der Audio Verlag (DAV), Berlin, 2011, ISBN 978-3-86231-140-8 (Autorenlesung, 10 CDs, 727 Min.)

## Auszeichnungen
- 1985, 1996: Schauspieler des Jahres der Zeitschrift Theater heute
- 1997: Gertrud-Eysoldt-Ring der Deutschen Akademie der Darstellenden Künste für seine Darstellung des Kasimir in Kasimir und Karoline von Ödön von Horváth in der Inszenierung von Christoph Marthaler am Deutschen Schauspielhaus in Hamburg
- 1998: Adolf-Grimme-Preis in Gold für seine Rolle in dem ZDF-Fernsehfilm Freier Fall – Regie: Christian Görlitz
- 2007: Deutscher Filmpreis als „Bester Schauspieler“ für seine Rolle in Winterreise
- 2008: Theaterpreis Berlin[7]
- 2009: Nominierung für den Deutschen Filmpreis als „Bester Hauptdarsteller“ für Im Winter ein Jahr
- 2012: Nominierung für den Österreichischen Filmpreis als „Bester männlicher Darsteller“ für Brand
- 2016: Fontane-Literaturpreis der Stadt Neuruppin für Mittelreich

## Filmporträt
- Bierbichler. Porträt, Deutschland, 2007, 44 Minuten, Buch und Regie: Regina Schilling, Produktion: zero one film, BR, SWR, Kinostart: 13. März 2008 (90 Min.), Erstsendung: 26. April 2008 beim BR, Besprechungen von nachtkritik.de.